# (21717) Pang
Pour les articles homonymes, voir Pang (homonymie).
(21717) Pang est un astéroïde de la ceinture principale d'astéroïdes.

## Description
(21717) Pang est un astéroïde de la ceinture principale d'astéroïdes. Il fut découvert le 9 septembre 1999 à Socorro (Nouveau-Mexique) par le projet LINEAR. Il présente une orbite caractérisée par un demi-grand axe de 2,91 UA, une excentricité de 0,06 et une inclinaison de 1,9° par rapport à l'écliptique.

## Compléments